# The Old Guard 2
Série
The Old Guard
(2020)
Pour plus de détails, voir Fiche technique et Distribution.
The Old Guard 2 est un film américain réalisé par Victoria Mahoney et sorti en 2025. Diffusé sur Netflix, il fait suite à The Old Guard (2020) de Gina Prince-Bythewood, lui-même adapté des comics du même nom de Greg Rucka et Leandro Fernández édités par Image Comics.

## Synopsis
Andy fait partie d'une équipe de guerriers immortels qui ont pour mission de sauvegarder l'humanité tout entière. Ils devront faire face à un nouvel ennemi redoutable, qui menace la cohésion même de la Vieille Garde.

## Fiche technique
Sauf indication contraire, les informations mentionnées dans cette section peuvent être confirmées par la base de données cinématographiques IMDb,  présente dans la section « Liens externes ».
- Titre original : The Old Guard 2
- Réalisation : Victoria Mahoney
- Scénario : Greg Rucka et Sarah L. Walker[1], d'après les comics The Old Guard de Greg Rucka et Leandro Fernández
- Musique : Max Aruj et Ruth Barrett
- Décors : Paki Meduri
- Costumes : Mary E. Vogt
- Photographie : Barry Ackroyd
- Montage : Matthew Schmidt
- Production : A. J. Dix, David Ellison, Marc Evans, Dana Goldberg, Don Granger, Beth Kono, Gina Prince-Bythewood et Charlize Theron

Producteurs délégués : Greg Rucka et Denis L. Stewart
- Sociétés de production : Skydance Media, Denver and Delilah Productions et Ruth Barrett
- Société de distribution : Netflix
- Budget : n/a
- Pays de production :  États-Unis
- Langue originale : anglais
- Format : couleur
- Genre : fantastique, action, aventures
- Durée : 104 minutes
- Date de sortie[2] : 2 juillet 2025 (sur Netflix)[1]

## Distribution
- Charlize Theron (VF : Barbara Kelsch) : Andy / Andromaque de Scythie
- KiKi Layne (VF : Amélia Ewu) : Nile Freeman
- Marwan Kenzari (VF : Marc Saez) : Joe / Yusuf Al-Kaysani
- Matthias Schoenaerts (VF : Boris Rehlinger) : Booker / Sébastien Le Livre
- Luca Marinelli (VF : Franck Monsigny) : Nicky / Nicolὸ di Genova
- Chiwetel Ejiofor (VF : Frantz Confiac) : James Copley
- Veronica Ngo (VF : Soizic Fonjallaz) : Quynh
- Uma Thurman (VF : Juliette Degenne) : Discord
- Henry Golding (VF : Eilias Changuel) : Tuah
- Slavko Sobin : Konrad
- Kamil Nozynski : Louis

## Production

### Genèse et développement
En juillet 2020, Greg Rucka — auteur des comics d'origine et scénariste du premier film — déclare qu'en cas de suite potentielle, il a des idées. Peu après, l'actrice-productrice Charlize Theron exprime son intérêt de faire un second film : « Prenons une petite période de repos, mais compte tenu du fait que nous voulons tous vraiment le faire, je suis sûr que lorsque ce sera le bon moment, nous commencerons la conversation,. »

### Distribution des rôles
En janvier 2021, il est révélé que Netflix a validé le projet de suite. En août de la même année, Victoria Mahoney est annoncée au poste de réalisatrice et succède ainsi à Gina Prince-Bythewood. En plus de Charlize Theron, KiKi Layne, Marwan Kenzari, Luca Marinelli, Matthias Schoenaerts, Vân Veronica Ngô et Chiwetel Ejiofor reprennent leurs rôles respectifs du premier film.
En juin 2022, Uma Thurman et Henry Golding sont annoncés dans des rôles non précisés.

### Tournage
Le tournage débute en juin 2022. Il se déroule notamment dans les studios Cinecittà à Rome. En août 2022, un incendie se produit dans les studios, ce qui retarde plusieurs productions dont The Old Guard 2,.
Le reste du tournage se poursuit à Trieste, Riva di Solto et au Royaume-Uni. Les prises de vues s'achèvent en septembre 2022.
En juillet 2024, Charlize Theron déclare que le film a été arrêté cinq semaines après le début de sa post-production en raison de changements de régime chez Netflix, mais qu'il est depuis terminé et qu'il sortira « bientôt ». En août 2024, l'Union of British Columbia Performers précise que le film va bénéficier de deux semaines de tournage additionnel, du 7 au 18 octobre 2024.